# Fred Siyoi
Fred Moin Siyoi  ist ein kenianischer Gesundheits-Politiker.
Siyoi ist habilitierter Pharmazeut und studierte 1984–1988 an der University of Nairobi. Zurzeit arbeitet er als Deputy Chief Pharmacist und deputy registrar beim Pharmacy and Poisons Board der kenianischen Gesundheitsbehörde.